# Marcello Mularoni
Marcello Mularoni (Città di San Marino, 8 settembre 1998) è un calciatore sammarinese, centrocampista del Tropical Coriano e della nazionale sammarinese.

## Carriera

### Club
Nato nel 1998, dopo le giovanili con il San Marino, nella stagione 2016-2017 va a giocare in Eccellenza italiana con la Savignanese, arrivando 4º nel girone C di campionato.
Nell'estate 2017 passa in Promozione al Pietracuta, terminando la stagione 2017-2018 al 5º posto del girone D.

### Nazionale
Inizia a giocare nelle nazionali giovanili sammarinesi nel 2013, disputando fino al 2014 5 gare con l'Under-17, nelle qualificazioni agli Europei di categoria di Malta 2014 e Bulgaria 2015.
Nel 2015 e 2016 gioca 4 volte con l'Under-19, nelle qualificazioni agli Europei di Germania 2016 e Georgia 2017.
Il 7 giugno 2017 debutta in Under-21, nelle qualificazioni all'Europeo 2019 in Italia e San Marino, in trasferta a Minsk contro la Bielorussia, giocando titolare nella gara persa per 1-0.
Nell'ottobre 2018 viene convocato per la prima volta in nazionale maggiore, e il 12 ottobre esordisce, nella gara di Nations League persa per 2-0 in trasferta a Chișinău contro la Moldavia, giocando tutti i 90 minuti.
Il 5 settembre 2024 entra nella storia del suo Paese, subentrando nella partita valida per la prima giornata della Lega D di Nations League vinta per 1-0 con il Liechtenstein.

## Statistiche

### Cronologia presenze e reti in nazionale
| Cronologia completa delle presenze e delle reti in nazionale ― San Marino | Cronologia completa delle presenze e delle reti in nazionale ― San Marino | Cronologia completa delle presenze e delle reti in nazionale ― San Marino | Cronologia completa delle presenze e delle reti in nazionale ― San Marino | Cronologia completa delle presenze e delle reti in nazionale ― San Marino | Cronologia completa delle presenze e delle reti in nazionale ― San Marino | Cronologia completa delle presenze e delle reti in nazionale ― San Marino | Cronologia completa delle presenze e delle reti in nazionale ― San Marino |
| Data                                                                      | Città                                                                     | In casa                                                                   | Risultato                                                                 | Ospiti                                                                    | Competizione                                                              | Reti                                                                      | Note                                                                      |
| ------------------------------------------------------------------------- | ------------------------------------------------------------------------- | ------------------------------------------------------------------------- | ------------------------------------------------------------------------- | ------------------------------------------------------------------------- | ------------------------------------------------------------------------- | ------------------------------------------------------------------------- | ------------------------------------------------------------------------- |
| 12-10-2018                                                                | Chișinău                                                                  | Moldavia                                                                  | 2 – 0                                                                     | San Marino                                                                | UEFA Nations League 2018-2019                                             | -                                                                         |                                                                           |
| 15-10-2018                                                                | Lussemburgo                                                               | Lussemburgo                                                               | 3 – 0                                                                     | San Marino                                                                | UEFA Nations League 2018-2019 - 1º turno                                  | -                                                                         |                                                                           |
| 15-11-2018                                                                | Serravalle                                                                | San Marino                                                                | 0 – 1                                                                     | Moldavia                                                                  | UEFA Nations League 2018-2019 - 1º turno                                  | -                                                                         |                                                                           |
| 21-3-2019                                                                 | Nicosia                                                                   | Cipro                                                                     | 5 – 0                                                                     | San Marino                                                                | Qual. Euro 2020                                                           | -                                                                         |                                                                           |
| 24-3-2019                                                                 | Serravalle                                                                | San Marino                                                                | 0 – 2                                                                     | Scozia                                                                    | Qual. Euro 2020                                                           | -                                                                         |                                                                           |
| 8-6-2019                                                                  | Saransk                                                                   | Russia                                                                    | 9 – 0                                                                     | San Marino                                                                | Qual. Euro 2020                                                           | -                                                                         | 17’                                                                       |
| 11-6-2019                                                                 | Astana                                                                    | Kazakistan                                                                | 4 – 0                                                                     | San Marino                                                                | Qual. Euro 2020                                                           | -                                                                         |                                                                           |
| 6-9-2019                                                                  | Serravalle                                                                | San Marino                                                                | 0 – 4                                                                     | Belgio                                                                    | Qual. Euro 2020                                                           | -                                                                         |                                                                           |
| 10-10-2019                                                                | Bruxelles                                                                 | Belgio                                                                    | 9 – 0                                                                     | San Marino                                                                | Qual. Euro 2020                                                           | -                                                                         | 82’                                                                       |
| 13-10-2019                                                                | Glasgow                                                                   | Scozia                                                                    | 6 – 0                                                                     | San Marino                                                                | Qual. Euro 2020                                                           | -                                                                         |                                                                           |
| 16-11-2019                                                                | Serravalle                                                                | San Marino                                                                | 1 – 3                                                                     | Kazakistan                                                                | Qual. Euro 2020                                                           | -                                                                         |                                                                           |
| 5-9-2020                                                                  | Gibilterra                                                                | Gibilterra                                                                | 1 – 0                                                                     | San Marino                                                                | UEFA Nations League 2020-2021 - 1º turno                                  | -                                                                         |                                                                           |
| 13-10-2020                                                                | Eschen                                                                    | Liechtenstein                                                             | 0 – 0                                                                     | San Marino                                                                | UEFA Nations League 2020-2021 - 1º turno                                  | -                                                                         | 86’ 89’                                                                   |
| 11-11-2020                                                                | Serravalle                                                                | San Marino                                                                | 0 – 3                                                                     | Lettonia                                                                  | Amichevole                                                                | -                                                                         | 46’                                                                       |
| 14-11-2020                                                                | Serravalle                                                                | San Marino                                                                | 0 – 0                                                                     | Gibilterra                                                                | UEFA Nations League 2020-2021 - 1º turno                                  | -                                                                         | 57’                                                                       |
| 25-3-2021                                                                 | Londra                                                                    | Inghilterra                                                               | 5 – 0                                                                     | San Marino                                                                | Qual. Mondiali 2022                                                       | -                                                                         | 55’                                                                       |
| 28-3-2021                                                                 | Serravalle                                                                | San Marino                                                                | 0 – 3                                                                     | Ungheria                                                                  | Qual. Mondiali 2022                                                       | -                                                                         |                                                                           |
| 31-3-2021                                                                 | Serravalle                                                                | San Marino                                                                | 0 – 2                                                                     | Albania                                                                   | Qual. Mondiali 2022                                                       | -                                                                         | 45+1’                                                                     |
| 28-5-2021                                                                 | Cagliari                                                                  | Italia                                                                    | 7 – 0                                                                     | San Marino                                                                | Amichevole                                                                | -                                                                         | 87’                                                                       |
| 1-6-2021                                                                  | Pristina                                                                  | Kosovo                                                                    | 4 – 1                                                                     | San Marino                                                                | Amichevole                                                                | -                                                                         |                                                                           |
| 2-9-2021                                                                  | Andorra la Vella                                                          | Andorra                                                                   | 2 – 0                                                                     | San Marino                                                                | Qual. Mondiali 2022                                                       | -                                                                         | 75’                                                                       |
| 5-9-2021                                                                  | Serravalle                                                                | San Marino                                                                | 1 – 7                                                                     | Polonia                                                                   | Qual. Mondiali 2022                                                       | -                                                                         |                                                                           |
| 9-10-2021                                                                 | Varsavia                                                                  | Polonia                                                                   | 5 – 0                                                                     | San Marino                                                                | Qual. Mondiali 2022                                                       | -                                                                         |                                                                           |
| 12-10-2021                                                                | Serravalle                                                                | San Marino                                                                | 0 – 3                                                                     | Andorra                                                                   | Qual. Mondiali 2022                                                       | -                                                                         | 59’                                                                       |
| 12-11-2021                                                                | Budapest                                                                  | Ungheria                                                                  | 4 – 0                                                                     | San Marino                                                                | Qual. Mondiali 2022                                                       | -                                                                         |                                                                           |
| 15-11-2021                                                                | Serravalle                                                                | San Marino                                                                | 0 – 10                                                                    | Inghilterra                                                               | Qual. Mondiali 2022                                                       | -                                                                         |                                                                           |
| 25-3-2022                                                                 | Serravalle                                                                | San Marino                                                                | 1 – 2                                                                     | Lituania                                                                  | Amichevole                                                                | -                                                                         | 80’                                                                       |
| 28-3-2022                                                                 | San Pedro del Pinatar                                                     | Capo Verde                                                                | 2 – 0                                                                     | San Marino                                                                | Amichevole                                                                | -                                                                         | 66’                                                                       |
| 2-6-2022                                                                  | Tallinn                                                                   | Estonia                                                                   | 2 – 0                                                                     | San Marino                                                                | UEFA Nations League 2022-2023 - 1º turno                                  | -                                                                         | 68’                                                                       |
| 9-6-2022                                                                  | Serravalle                                                                | San Marino                                                                | 0 – 1                                                                     | Islanda                                                                   | Amichevole                                                                | -                                                                         |                                                                           |
| 12-6-2022                                                                 | Ta' Qali                                                                  | Malta                                                                     | 1 – 0                                                                     | San Marino                                                                | UEFA Nations League 2022-2023 - 1º turno                                  | -                                                                         | 61’                                                                       |
| 21-9-2022                                                                 | Serravalle                                                                | San Marino                                                                | 0 – 0                                                                     | Seychelles                                                                | Amichevole                                                                | -                                                                         |                                                                           |
| 26-9-2022                                                                 | Serravalle                                                                | San Marino                                                                | 0 – 4                                                                     | Estonia                                                                   | UEFA Nations League 2022-2023 - 1º turno                                  | -                                                                         | 66’                                                                       |
| 17-11-2022                                                                | Gros Islet                                                                | Saint Lucia                                                               | 1 – 1                                                                     | San Marino                                                                | Amichevole                                                                | -                                                                         | 57’                                                                       |
| 19-6-2023                                                                 | Helsinki                                                                  | Finlandia                                                                 | 6 – 0                                                                     | San Marino                                                                | Qual. Euro 2024                                                           | -                                                                         | 66’                                                                       |
| 7-9-2023                                                                  | Copenaghen                                                                | Danimarca                                                                 | 4 – 0                                                                     | San Marino                                                                | Qual. Euro 2024                                                           | -                                                                         | 86’                                                                       |
| 10-9-2023                                                                 | Serravalle                                                                | San Marino                                                                | 0 – 4                                                                     | Slovenia                                                                  | Qual. Euro 2024                                                           | -                                                                         | 46’                                                                       |
| 14-10-2023                                                                | Belfast                                                                   | Irlanda del Nord                                                          | 3 – 0                                                                     | San Marino                                                                | Qual. Euro 2024                                                           | -                                                                         | 60’                                                                       |
| 17-10-2023                                                                | Serravalle                                                                | San Marino                                                                | 1 – 2                                                                     | Danimarca                                                                 | Qual. Euro 2024                                                           | -                                                                         | 90+7’                                                                     |
| 17-11-2023                                                                | Astana                                                                    | Kazakistan                                                                | 3 – 1                                                                     | San Marino                                                                | Qual. Euro 2024                                                           | -                                                                         | 50’ 90+5’                                                                 |
| 20-11-2023                                                                | Serravalle                                                                | San Marino                                                                | 1 – 2                                                                     | Finlandia                                                                 | Qual. Euro 2024                                                           | -                                                                         | 78’                                                                       |
| 5-6-2024                                                                  | Wiener Neustadt                                                           | Slovacchia                                                                | 4 – 0                                                                     | San Marino                                                                | Amichevole                                                                | -                                                                         | 62’                                                                       |
| 11-6-2024                                                                 | Serravalle                                                                | San Marino                                                                | 1 – 4                                                                     | Cipro                                                                     | Amichevole                                                                | -                                                                         | 74’                                                                       |
| 5-9-2024                                                                  | Serravalle                                                                | San Marino                                                                | 1 – 0                                                                     | Liechtenstein                                                             | UEFA Nations League 2024-2025 - 1º turno                                  | -                                                                         | 80’                                                                       |
| 10-9-2024                                                                 | Chișinău                                                                  | Moldavia                                                                  | 1 – 0                                                                     | San Marino                                                                | Amichevole                                                                | -                                                                         | cap. 45+2’                                                                |
| 13-10-2024                                                                | Andorra La Vella                                                          | Andorra                                                                   | 2 – 0                                                                     | San Marino                                                                | Amichevole                                                                | -                                                                         | cap.                                                                      |
| 18-11-2024                                                                | Vaduz                                                                     | Liechtenstein                                                             | 1 – 3                                                                     | San Marino                                                                | UEFA Nations League 2024-2025 - 1º turno                                  | -                                                                         | 75’                                                                       |
| 7-6-2025                                                                  | Zenica                                                                    | Bosnia ed Erzegovina                                                      | 1 – 0                                                                     | San Marino                                                                | Qual. Mondiali 2026                                                       | -                                                                         | 70’                                                                       |
| 10-6-2025                                                                 | Serravalle                                                                | San Marino                                                                | 0 – 4                                                                     | Austria                                                                   | Qual. Mondiali 2026                                                       | -                                                                         | 72’                                                                       |
| Totale                                                                    |                                                                           | Presenze                                                                  | 49                                                                        |                                                                           | Reti                                                                      | 0                                                                         |                                                                           |

| Cronologia completa delle presenze e delle reti in nazionale ― San Marino under 21 | Cronologia completa delle presenze e delle reti in nazionale ― San Marino under 21 | Cronologia completa delle presenze e delle reti in nazionale ― San Marino under 21 | Cronologia completa delle presenze e delle reti in nazionale ― San Marino under 21 | Cronologia completa delle presenze e delle reti in nazionale ― San Marino under 21 | Cronologia completa delle presenze e delle reti in nazionale ― San Marino under 21 | Cronologia completa delle presenze e delle reti in nazionale ― San Marino under 21 | Cronologia completa delle presenze e delle reti in nazionale ― San Marino under 21 |
| Data                                                                               | Città                                                                              | In casa                                                                            | Risultato                                                                          | Ospiti                                                                             | Competizione                                                                       | Reti                                                                               | Note                                                                               |
| ---------------------------------------------------------------------------------- | ---------------------------------------------------------------------------------- | ---------------------------------------------------------------------------------- | ---------------------------------------------------------------------------------- | ---------------------------------------------------------------------------------- | ---------------------------------------------------------------------------------- | ---------------------------------------------------------------------------------- | ---------------------------------------------------------------------------------- |
| 7-6-2017                                                                           | Minsk                                                                              | Bielorussia under 21                                                               | 1 – 0                                                                              | San Marino under 21                                                                | Qual. Europeo Under-21 2019                                                        | -                                                                                  |                                                                                    |
| 13-6-2017                                                                          | Serravalle                                                                         | San Marino under 21                                                                | 0 – 2                                                                              | Moldavia under 21                                                                  | Qual. Europeo Under-21 2019                                                        | -                                                                                  | 74’                                                                                |
| 10-10-2017                                                                         | Serravalle                                                                         | San Marino under 21                                                                | 0 – 5                                                                              | Grecia under 21                                                                    | Qual. Europeo Under-21 2019                                                        | -                                                                                  | 23’                                                                                |
| 8-11-2017                                                                          | Velika Gorica                                                                      | Croazia under 21                                                                   | 5 – 0                                                                              | San Marino under 21                                                                | Qual. Europeo Under-21 2019                                                        | -                                                                                  |                                                                                    |
| 11-11-2017                                                                         | Ústí nad Labem                                                                     | Rep. Ceca under 21                                                                 | 3 – 1                                                                              | San Marino under 21                                                                | Qual. Europeo Under-21 2019                                                        | -                                                                                  |                                                                                    |
| 22-3-2018                                                                          | Xanthi                                                                             | Grecia under 21                                                                    | 4 – 0                                                                              | San Marino under 21                                                                | Qual. Europeo Under-21 2019                                                        | -                                                                                  |                                                                                    |
| 25-3-2018                                                                          | Serravalle                                                                         | San Marino under 21                                                                | 0 – 2                                                                              | Bielorussia under 21                                                               | Qual. Europeo Under-21 2019                                                        | -                                                                                  |                                                                                    |
| 5-9-2018                                                                           | Serravalle                                                                         | San Marino under 21                                                                | 0 – 2                                                                              | Rep. Ceca under 21                                                                 | Qual. Europeo Under-21 2019                                                        | -                                                                                  |                                                                                    |
| 10-9-2018                                                                          | Orhei                                                                              | Moldavia under 21                                                                  | 1 – 0                                                                              | San Marino under 21                                                                | Qual. Europeo Under-21 2019                                                        | -                                                                                  |                                                                                    |
| Totale                                                                             |                                                                                    | Presenze                                                                           | 9                                                                                  |                                                                                    | Reti                                                                               | 0                                                                                  |                                                                                    |

## Palmarès

### Club

#### Competizioni nazionali
- Coppa Titano: 1

La Fiorita: 2020-2021